# Ibacus brucei
Ibacus brucei är en kräftdjursart som beskrevs av Lipke Bijdeley Holthuis 1977. Ibacus brucei ingår i släktet Ibacus och familjen Scyllaridae. IUCN kategoriserar arten globalt som livskraftig. Inga underarter finns listade i Catalogue of Life.